# 김자수
김자수(金自粹, 1351년 ~ 1413년)는 고려 말 조선 초의 문신이다. 본관은 경주(慶州). 자는 순중(純仲), 호는 상촌(桑村)이다.
1374년(공민왕 23) 문과에 급제하여 덕녕부주부(德寧府注簿)에 제수되었고, 1392년에 판전교시사(判典校寺事)를 거쳐 형조판서(刑曹判書)에 이르렀다.
조선 건국 후에는 청주목사, 충청도 도관찰사, 판강릉대도호부사(判江陵大都護府事) 등을 역임하였다.